# Provincia de Río de Janeiro
La provincia de Río de Janeiro (en portugués: província do Rio de Janeiro) fue una unidad administrativa y territorial del Reino del Brasil y más tarde del Imperio del Brasil (desde 1821), creada a partir de la capitanía de Río de Janeiro. Luego de la proclamación de la República el 15 de noviembre de 1889 pasó a convertirse en el actual estado de Río de Janeiro.

## Historia
Tras el traslado de la corte portuguesa a Brasil en 1808, la autonomía, a la cual la provincia tanto aspiraba, no se logró en la misma forma que en otras provincias del Brasil, ya que el «ministro del reino», una posición que era prácticamente sustituto del virrey respecto Río de Janeiro, se encargó de su administración.
Junto a esto estaba el hecho de que la ciudad de Río de Janeiro era la capital del Imperio, causó que el ministro administrara la provincia a través de "avisos", que se promulgaban a través de los ayuntamientos de las ciudades, que en aquella época, crecieron a pasos agigantados debido a la expansión y fortalecimiento de la cosecha de café, que superó la del cultivo de caña de azúcar en el Norte Fluminense.
Estas diferencias en la relación con otras unidades administrativas del imperio significó que, en el año 1834, la ciudad de Río de Janeiro fue transformada en el Municipio Neutro separado de la provincia de Río de Janeiro, mientras que la provincia pasó a tener la misma organización política y administrativa de las provincias restantes con capital en Vila Real da Praia Grande, la cual al año siguiente pasó a llamarse Niterói.
Dado que la ciudad de Río de Janeiro comenzó a tener un ayuntamiento, que se haría cargo de la vida de esa ciudad sin la interferencia de un gobernador de la provincia. Con la promulgación de la Constitución de Brasil de 1891, después del establecimiento de la República en 1889, la provincia de Río de Janeiro se convirtió en el estado de Río de Janeiro y el Municipio Neutro se convirtió en el Distrito Federal.